# Puglits Gábor
Puglits Gábor (Budapest, 1967. december 26. –) válogatott labdarúgó, hátvéd.

## Pályafutása

### Klubcsapatban
"A Postásban kezdtem, a serdülő egyben, egy év után igazoltam el a Fradiba. Feloszlóban volt a Postás, apunak szóltak, elvihet engem a Fradiba próbajátékra. Ketten kellettünk a negyvenből, abba a Fradiba, amelyik százszázalékos teljesítménnyel nyerte meg a serdülőbajnokságot. Onnan mentem a BKV-ba."

-1988 BKV Előre SC

1988-1989 BVSC

1989-1990 Budapesti Honvéd
Nem panaszkodhatom, bár lehettem volna szerencsésebb is. A Honvédnál például fiatalon bejátszhattam volna magam a kezdőbe, de éppen akkor tértek vissza olyan eltiltott játékosok – köztük a posztomon Sallai –, akik akkoriban kirobbanthatatlanok voltak a válogatottból is.
1990-1996 Vác FC

1996-1998 Győri ETO
Győrben és Sopronban is jól éreztem magam. Ami kapásból eszembe jut ebből az időszakból, az az Újpestnek lőtt gólom, na meg az a hosszú átadásom, amiből Fehér Miki gólt szerzett az utolsó pillanatokban a Diósgyőr ellen.
Amikor korábban Győrbe igazoltam, a családom is velem költözött. Megszerettük a várost, barátokra találtunk, s ha Belgiumból jöttünk hazafelé, az első megálló mindig Győr volt. Később aztán, amikor édesapám meghalt, nem maradt semmi, ami a fővároshoz kötött volna, így lettünk végleg győriek.
1998-2000 KSK Beveren

2000 Matáv Sopron

2001 Pápai ELC

2001-2002 Celldömölki VSE

2002-2004 Pápai ELC

2004-2005 Mosonmagyaróvári TE

### A válogatottban
1993 és 1994 között hét alkalommal szerepelt a válogatottban.

### Edzőség
A győrújfalusi felnőtt csapat edzője lett, több éves utánpótlás edzősködés után.

## Sikerei, díjai
- Magyar bajnokság
  - bajnok: 1993–94
  - 2.: 1991–92, 1992–93
- Magyar kupa (MNK)
  - döntős: 1991, 1992

## Statisztika

### Mérkőzései a válogatottban
| Magyarország | Magyarország        | Magyarország                | Magyarország  | Magyarország | Magyarország | Magyarország | Magyarország | Magyarország |
| #            | Dátum               | Helyszín                    | Hazai         | Eredmény     | Vendég       | Kiírás       | Gólok        | Esemény      |
| ------------ | ------------------- | --------------------------- | ------------- | ------------ | ------------ | ------------ | ------------ | ------------ |
| 1.           | 1993. szeptember 8. | Budapest, Üllői úti Stadion | Magyarország  | 1 – 3        | Oroszország  | vb-selejtező | -            |              |
| 2.           | 1993. október 27.   | Budapest, Üllői úti Stadion | Magyarország  | 1 – 0        | Luxemburg    | vb-selejtező | -            | 22'          |
| 3.           | 1994. április 20.   | Koppenhága                  | Dánia         | 3 – 1        | Magyarország | barátságos   | -            | 70'          |
| 4.           | 1994. május 4.      | Krakkó                      | Lengyelország | 3 – 2        | Magyarország | barátságos   | -            |              |
| 5.           | 1994. május 18.     | Győr, Rába ETO Stadion      | Magyarország  | 2 – 2        | Horvátország | barátságos   | -            | 69'          |
| 6.           | 1994. június 1.     | Eindhoven, Philips Stadion  | Hollandia     | 7 – 1        | Magyarország | barátságos   | -            |              |
| 7.           | 1994. június 8.     | Brüsszel, Heysel Stadion    | Belgium       | 3 – 1        | Magyarország | barátságos   | -            |              |
|              | Összesen            |                             |               | 7            | mérkőzés     |              | 0            | gól          |

Pályán eltöltött idő összesen 517 perc
1 sárgalap